# Irina Kalentieva
Irina Kalentieva, née le 10 novembre 1977 en RSFS de Russie, est une coureuse cycliste russe. Spécialiste du VTT cross-country, elle est double championne du monde en 2007 et 2009, lauréate de la Coupe du monde de la discipline en 2007, ainsi que médaillée de bronze aux Jeux olympiques de 2008. Elle arrête la compétition en 2019.

## Biographie
Irina Kalentieva commence le sport par l'athlétisme sur 800, 1500 et 3000 m. Elle commence ensuite le VTT à l'âge de 13 ans et abandonne l'athlétisme. Elle est titulaire d'une licence en sciences du sport. Elle vit à Aalen, en Allemagne.
Elle arrête la compétition à la fin de l'année 2019.

## Palmarès

### Jeux olympiques
- Pékin 2008

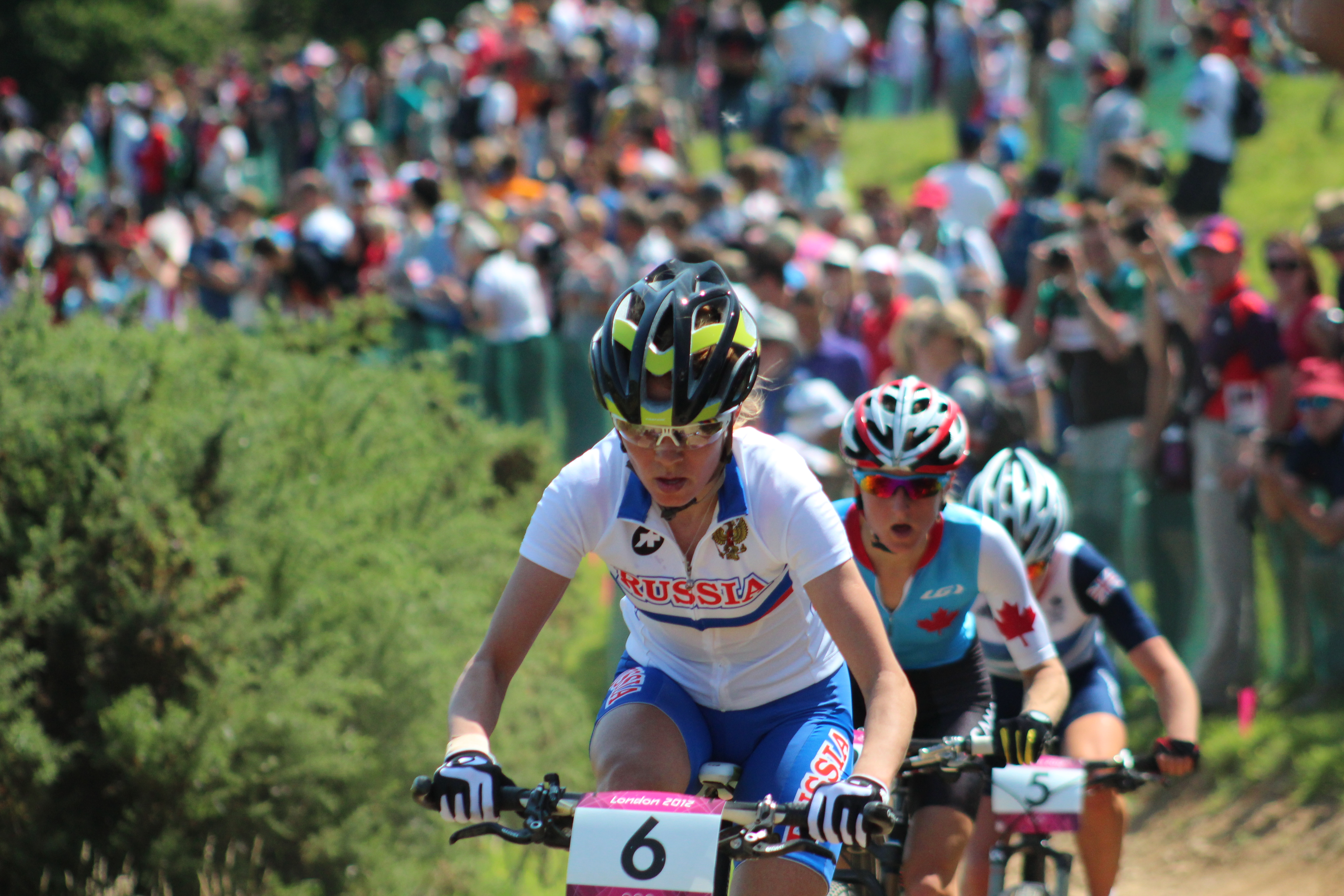
Irina Kalentieva aux Jeux olympiques 2012.

  -  Médaillée de bronze du VTT cross-country

### Championnats du monde
- Lugano 2003

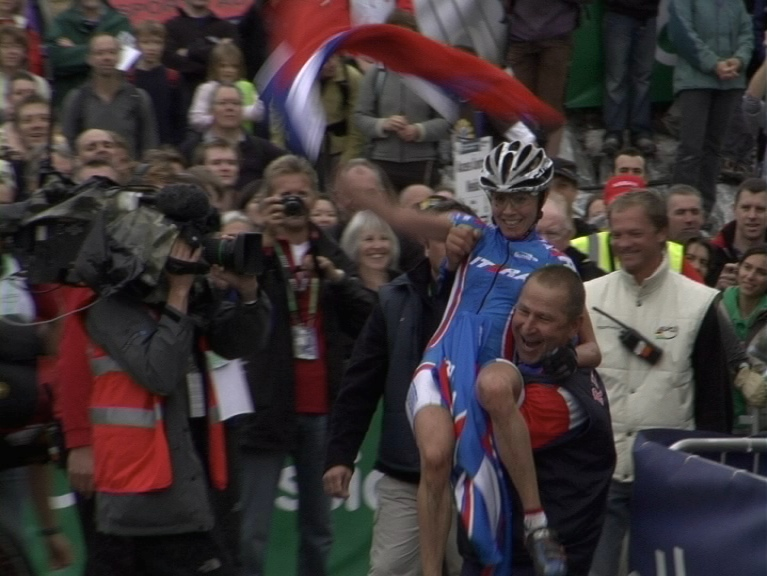
Irina Kalentieva lors de sa victoire aux championnats du monde 2007.

  -  Médaillée de bronze du cross-country
- Rotorua 2006
  -  Médaillée d'argent du cross-country
- Fort William 2007
  -  Championne du monde de cross-country
- Val di Sole 2008
  -  Médaillée de bronze du cross-country
- Canberra 2009
  -  Championne du monde de cross-country
- Mont-Sainte-Anne 2010
  -  Médaillée d'argent du cross-country
- Lillehammer-Hafjell 2014
  -  Médaillée d'argent du cross-country
- Vallnord 2015
  -  Médaillée d'argent du cross-country
- Lenzerheide 2018
  - 10e du cross-country

### Coupe du monde
- Coupe du monde de cross-country
  - 3e en 2003
  - 4e en 2004 (1 manche)
  - 4e en 2005
  - 4e en 2006
  - 1re en 2007 (3 manches)
  - 4e en 2008 (2 manches)
  - 4e en 2009
  - 7e en 2010 (1 manche)
  - 3e en 2011
  - 10e en 2012
  - 11e en 2013 (1 manche)
  - 9e en 2014
  - 5e en 2015
  - 31e en 2016
  - 8e en 2017
  - 26e en 2018
  - 43e en 2019

### Championnats d'Europe
- Médaillée d'argent du cross-country en 2003, 2007, 2008 et 2009
- Médaillée de bronze du cross-country en 2001

### Championnats de Russie
- Championne de Russie de cross-country (11) : 2005, 2006, 2007, 2008, 2010, 2012, 2013, 2014, 2015, 2016 et 2018